# ایزوفیتول
ایزوفیتول (انگلیسی: Isophytol) نوعی الکل ترپنوئید است که به عنوان یک ماده حدواسط در تولید ویتامین E و فیلوکینون کاربرد دارد.